# ヴァンデルレイ・ファリアス・ダ・シウヴァ
ヴァンデルレイ・ファリアス・ダ・シウヴァ（Vanderlei Farias da Silva、1984年2月1日 - ）は、ブラジル・パラナ州ポレカトゥ出身のサッカー選手。ポジションはゴールキーパー。「バンデルレイ」と表記されることもある。

## タイトル

### クラブ
パラナヴァイ
- カンピオナート・パラナエンセ：1回（2007）

コリチーバ
- カンピオナート・ブラジレイロ・セリエB：2回（2007, 2010）
- カンピオナート・パラナエンセ：5回（2008, 2010, 2011, 2012, 2013）

サントス
- カンピオナート・パウリスタ：2回（2015, 2016）

グレミオ
- カンピオナート・ガウショ：1回（2020）